# Bryssel (kommun)
Bryssel (franska: Ville de Bruxelles [vil də bʁysɛl] lyssna (fil) eller Bruxelles-Ville [bʁysɛl vil], nederländska: Stad Brussel [stɑd ˈbrʏsəl] lyssna (fil) eller Brussel-Stad) är en av de 19 kommunerna i huvudstadsregionen Bryssel i Belgien. Den är regionens största, både sett till invånarantalet och ytan. Kommunen har cirka 195 546 invånare (2024), på en yta av 32,61 km².

## Geografi
Kommunen omfattar dels de mest centrala delarna av tätorten Bryssel, den gamla innerstaden som traditionellt definierades av Bryssels andra stadsmur, och som idag motsvaras av den inre ringvägen. Därutöver ingår även EU-kvarteren öster om innerstaden (runt Schumanplatsen där bland annat Berlaymontbyggnaden finns), relativt stora områden i regionens norra delar (bland annat Laeken med sina kungliga palats och trädgårdar), och en remsa söderut som delar grannkommunen Ixelles i två delar och sträcker sig till parken Bois de la Cambre. Kommunen Bryssel är helt sammanväxt med grannkommunerna, med kontinuerlig bebyggelse över kommungränserna. Kommunen Bryssel gränsar till 12 av de övriga 18 kommunerna i regionen.

## Politik
Bryssel styrs i likhet med andra belgiska kommuner av en borgmästare, som sedan 20 juli 2017 är Philippe Close från Socialistiska partiet (PS).

## Bildgalleri

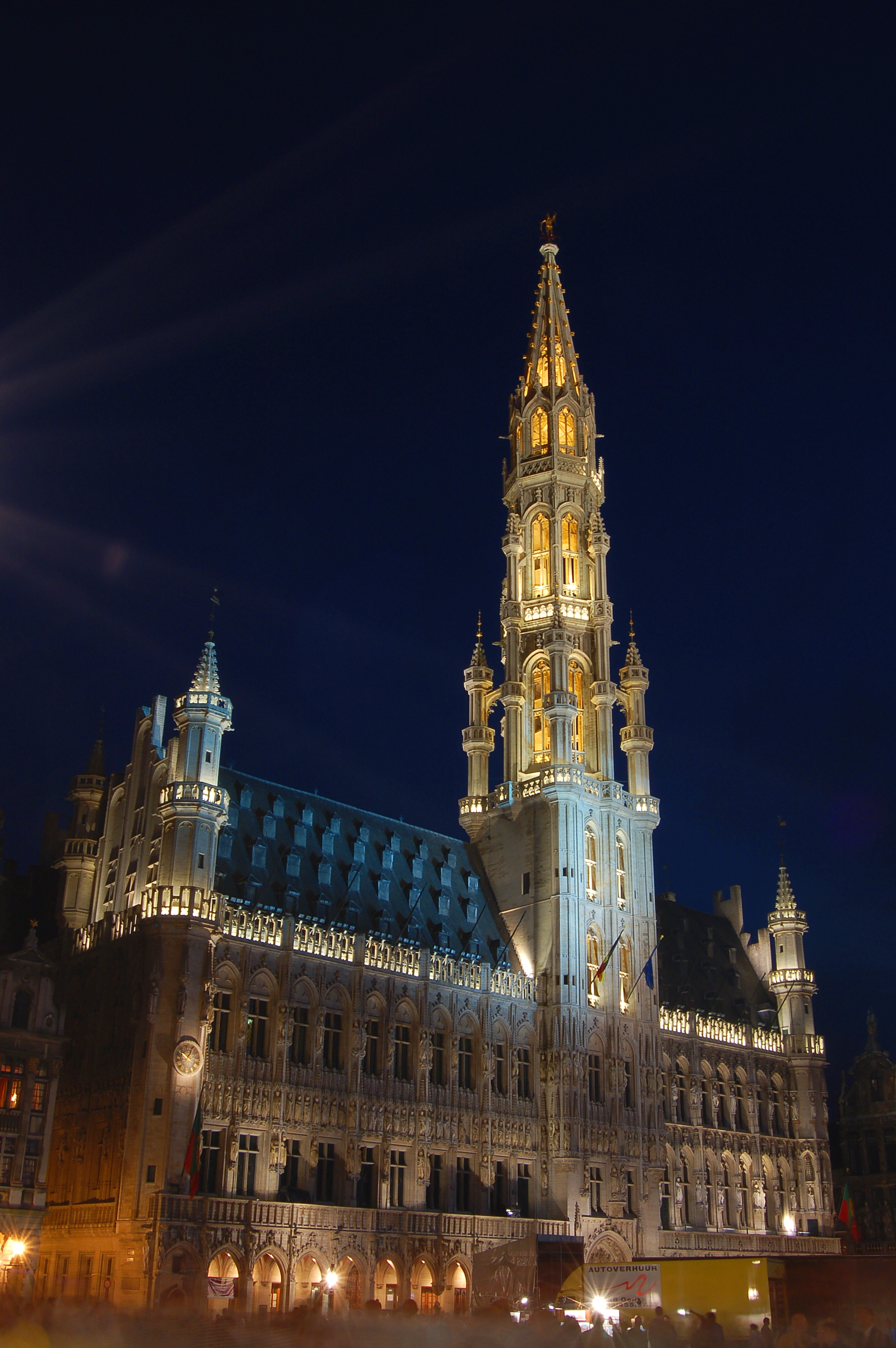
Bryssels stadshus vid Grand-Place
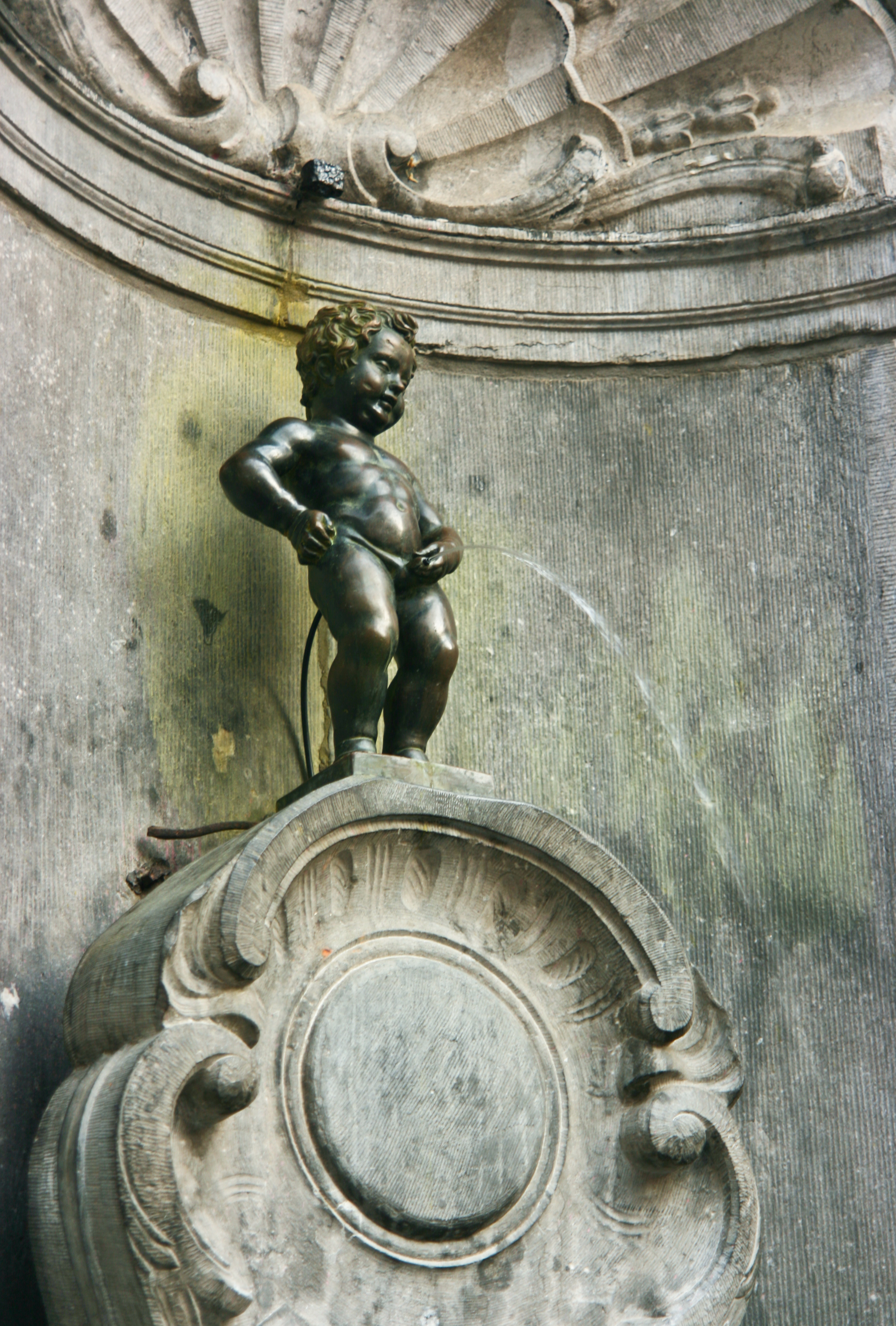
Manneken Pis, Bryssels mest kända staty
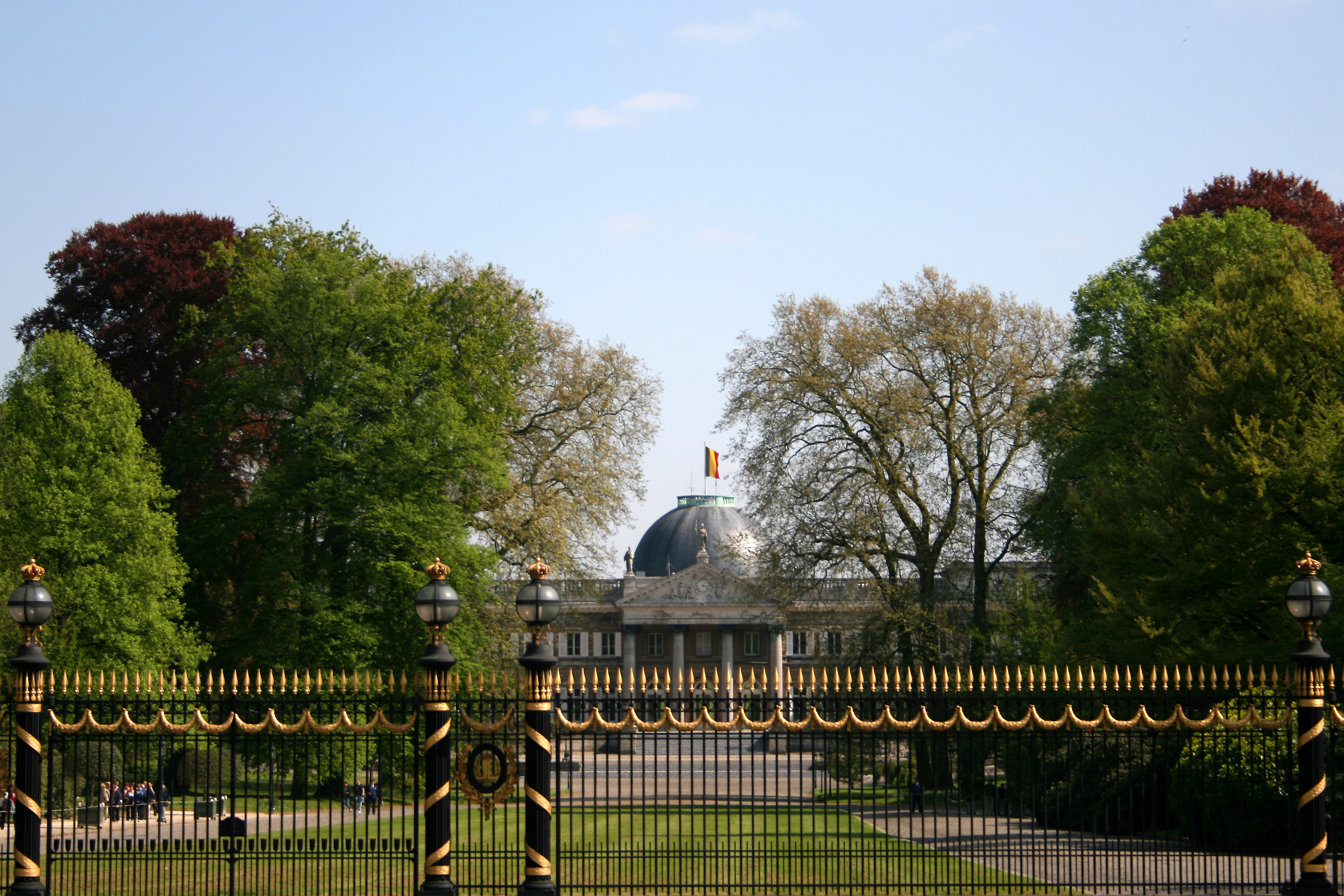
Kungliga slottet i Laeken
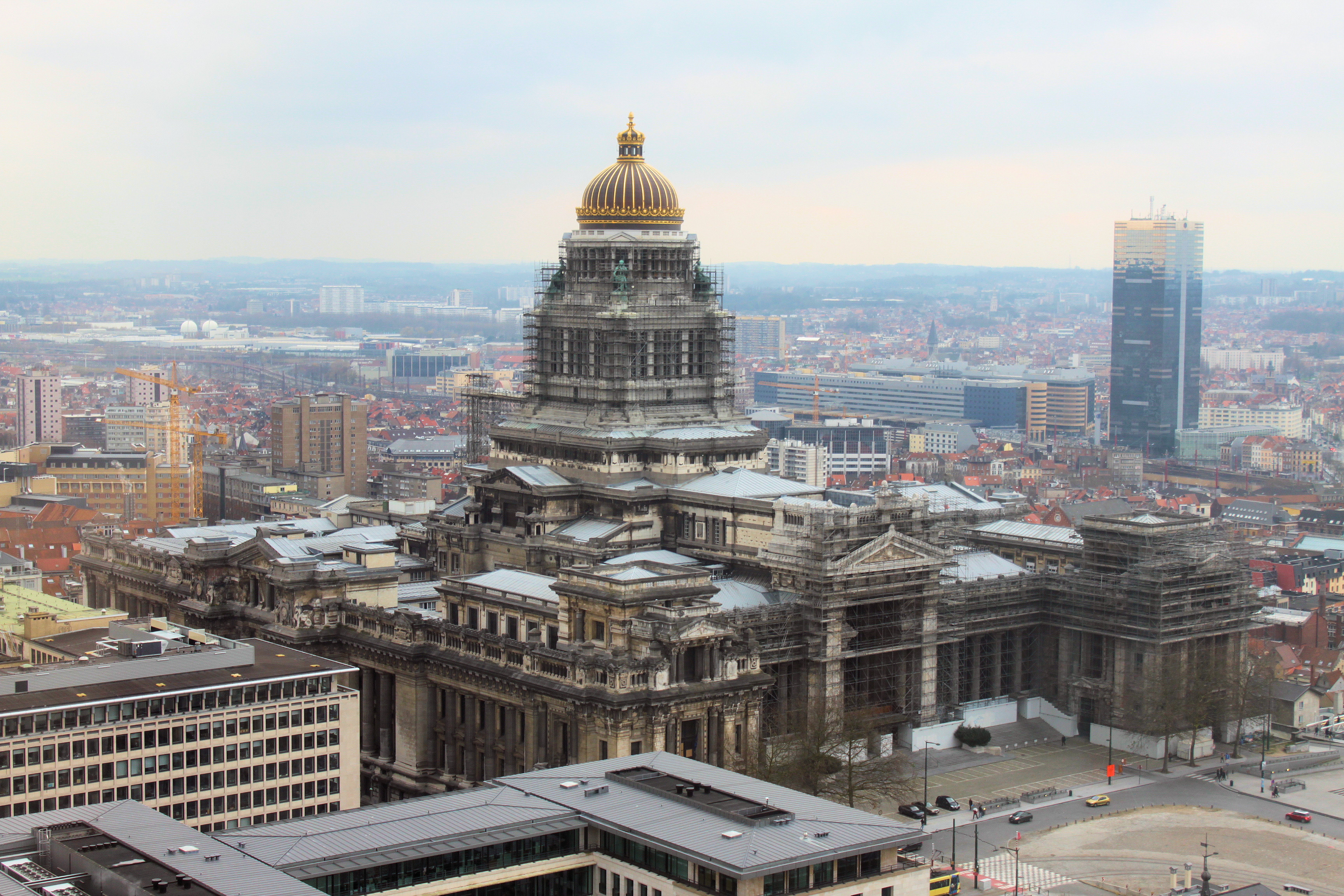
Justitiepalatset
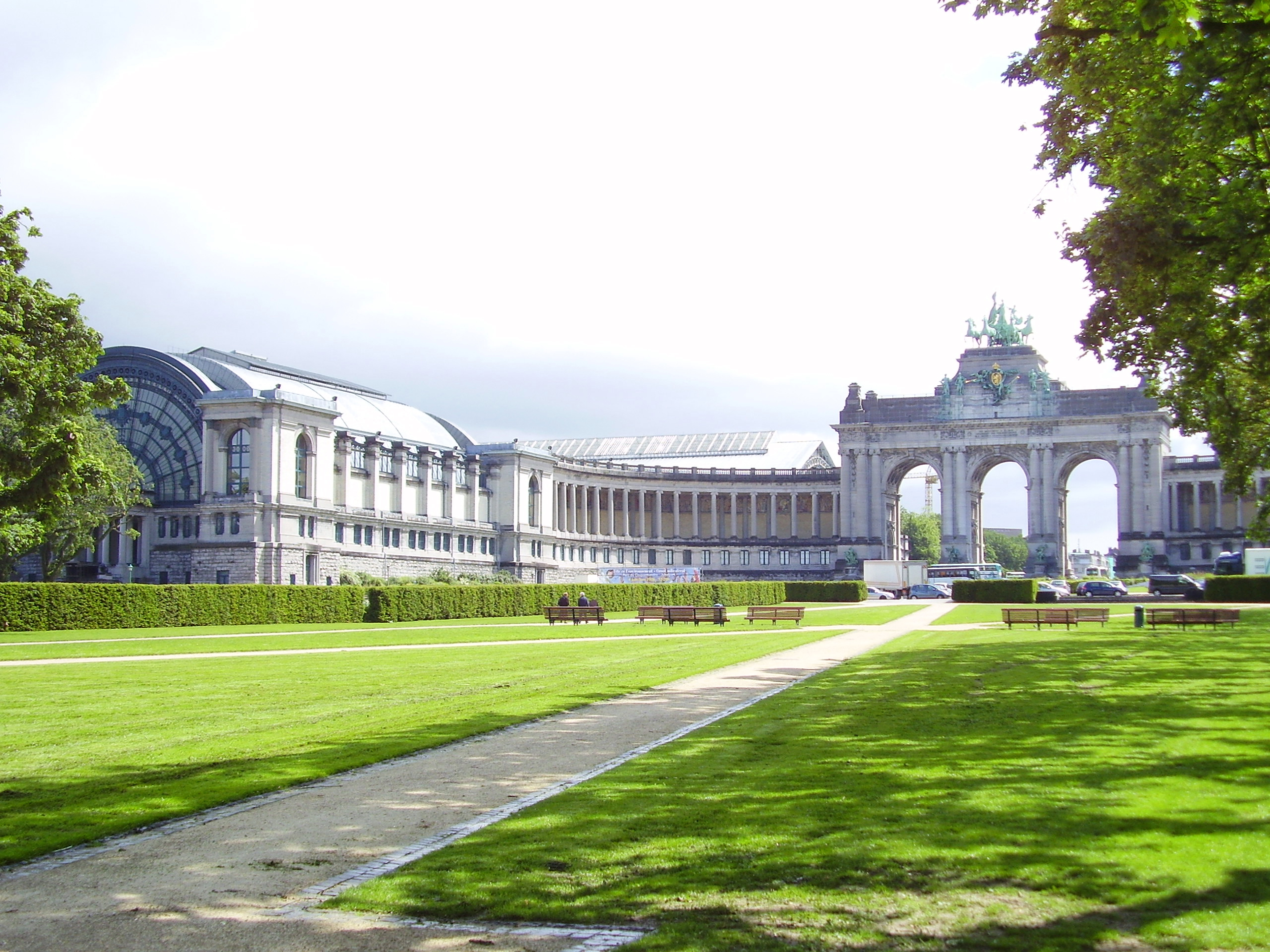
Cinquantenaireparken
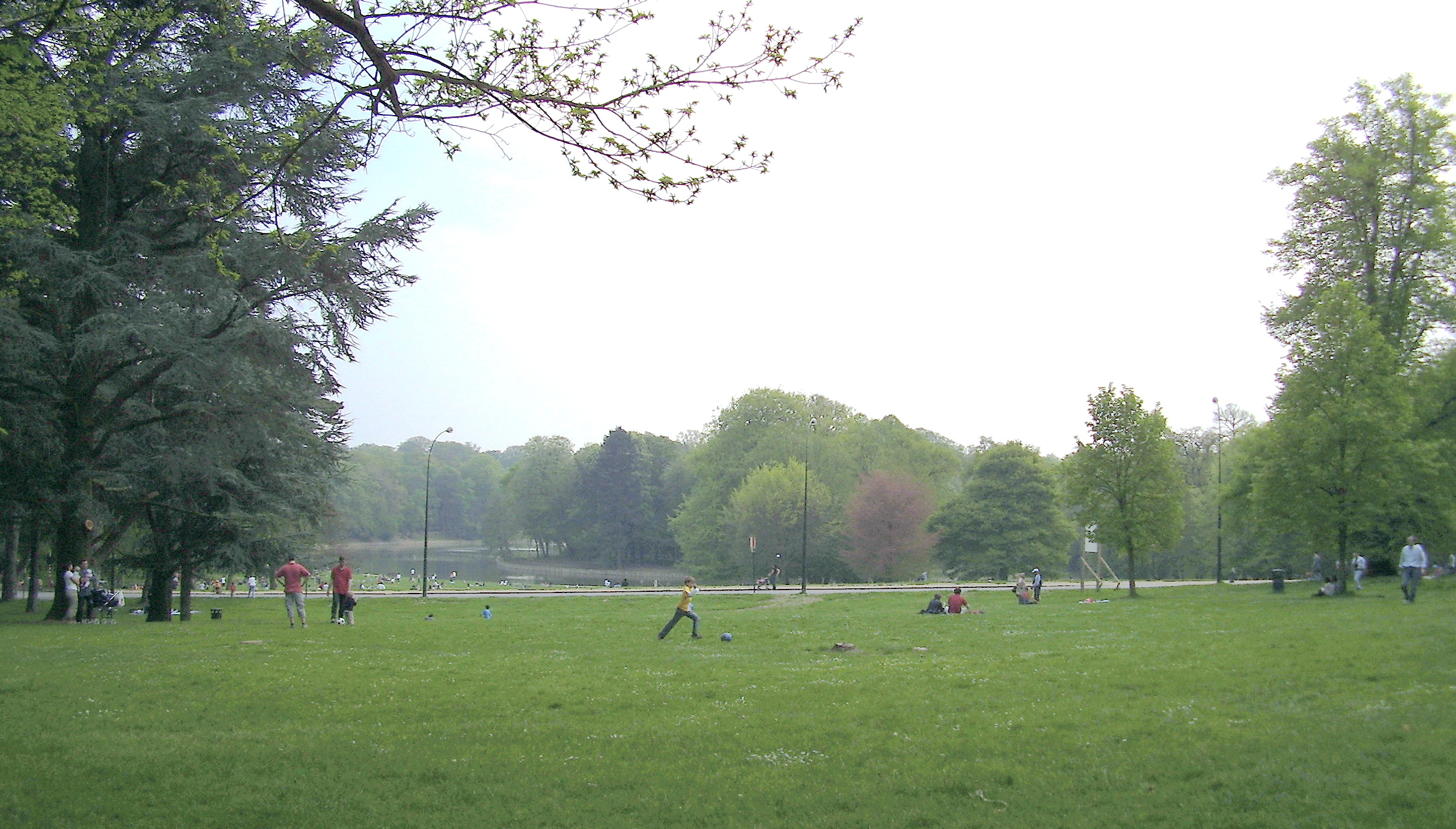
Parken Bois de la Cambre